# Горна кула (Аспровалта)
Горна кула (на гръцки: Άνω Κάστρο Καλέδων) е археологически обект, крепост над градчето Аспровалта, Гърция.

## Местоположение
Крепостта е разположена на коничен хълм в подножието на Орсовата планина (Кердилия). Всичките страни на хълма са стръмни, с висок наклон, а покрай цялата източна стена от север на юг тече потокът на Куледес. От средата на западната страна се образува друго дере, което се слива в южното подножие на хълма с потока на Куледес. Най-уязвимата страна на крепостта е била северозападната, свързана чрез тясна шия с издигащия се склон на планината. От крепостта има отлична видимост към по-широката околност, Струмския залив и магистрала Егнатия Одос.
Руините на крепостта, открити случайно след пожар в 2004 година, се намират на 500 m над развалините на античната Аспровалтска станция или Долна кула. Името на местността Куледес, което е множествено число на „кула“, се дължи на тези два укрепени обекта.

## История
Историята на крепостта е неизвестна. Двете крепости са съществували едновременно известно време и очевидно е имало отбранително сътрудничество между тях. Горната кула вероятно е била укрепено селище или манастир. Използването на хоросан в градежа показва, че той не е античен и вероятно мястото е било укрепено и обитавано през първите векове на Византия.

## Описание
Акрополът, тоест горната част на крепостта, е на малко плато, заобиколено от стена, чиито следи са видими почти по целия периметър, с дължина 70 – 80 m. Конструкцията на стената се състои от зидария от ломен камък с хоросан. Най-характерният елемент на укреплението е участък от южната стена с дължина 5 m, височина 1,80 m и дебелина 1,5 m. От източната страна на акропола е оцеляла част от стената, която не надвишава 2 m височина. Други части от стената също са запазени. Под и южно от акропола, на разстояние приблизително 100 m, се простират развалини, като се откроява резервоар за вода (цистерна). Формата му е правоъгълна, а вътрешните размери са 3,2 × 4,3 m. Северната страна на резервоара достига височина от почти 3 m, докато останалите страни са запазени на височина от 1 – 1,5 m. На няколко места покритието на вътрешните стени на резервоара е запазено. На няколко метра до резервоара е запазен ъгъл от стена. В останалата част от района могат да се видят купчини камъни от сгради и разпръсната керамика.